# Alexander Hamilton
Alexander Hamilton (Charlestown, 11 de janeiro de 1755 – Nova Iorque, 12 de julho de 1804) foi um estadista, político, acadêmico, comandante militar, advogado, banqueiro e economista americano. Ele foi um dos Pais Fundadores dos Estados Unidos e um importante intérprete e influente proponente da Constituição federal americana, além de ter sido um dos principais fundadores do atual sistema financeiro dos Estados Unidos, integrante central do Partido Federalista, da Guarda Costeira e do jornal New York Post.
Como o primeiro Secretário do Tesouro, Hamilton foi o principal autor das políticas econômicas do governo do presidente George Washington. Ele assumiu a liderança no financiamento do governo federal das dívidas dos estados, além de ter estabelecido os dois primeiros de facto bancos centrais do país, o Banco da América do Norte e o Primeiro Banco dos Estados Unidos. Também implementou um sistema de tarifas alfandegárias e foi proponente de relações comerciais amigáveis com a Grã-Bretanha.
Sua visão política incluía um governo central robusto liderado por um vigoroso poder executivo, uma economia comercial avançada, bancos controlados pelo governo, apoio à manufatura e uma instituição militar nacional forte.

## Infância nas Caraíbas
Alexander Hamilton nasceu a 11 de janeiro de 1755 e passou parte da infância em Charlestown, a capital da ilha de Nevis, parte das Ilhas de Barlavento, nas Caraíbas. Hamilton nasceu fora do casamento, filho de Rachel Faucette, uma mulher casada de ascendência britânica e francesa, e de James A. Hamilton, o quarto filho do "laird" escocês Alexander Hamilton de Grange, Ayrshire.
A mãe de Hamilton foi casada com Johann Michael Lavien, da ilha de Saint Croix. Ela deixou o marido e o seu primeiro filho, Peter, e mudou-se para a ilha de São Cristóvão em 1750, onde conheceu James Hamilton. James e Rachel foram viver juntos para Nevis. O casal teve dois filhos: James Jr. e Alexander. Uma vez que os pais de Alexander Hamilton não eram casados, a Igreja Anglicana não permitiu que este seguisse a religião e ele também não conseguiu entrar em nenhuma das escolas geridas pela igreja, pelo que foi educado em casa e teve algumas aulas numa escola privada gerida por uma mulher judia.
James Hamilton deixou Rachel Faucette e os seus filhos alegadamente para a poupar de uma acusação de bigamia depois de descobrir que o seu primeiro marido se queria divorciar dela por adultério e abandono. Depois disso, Rachel mudou-se com os filhos para Saint Croix e sustentou a família através de uma pequena loja que abriu em Christiansted. Em 1768, Rachel contraiu uma febre grave e morreu em 19 de fevereiro desse ano, deixando Hamilton órfão. Após a sua morte, a propriedade e os poucos valores de Rachel passaram para o seu primeiro marido. Muitos dos seus pertences foram vendidos em leilão, mas um amigo da família adquiriu os seus livros e devolveu-os ao jovem Hamilton.
Alexander e o seu irmão mais velho, James Jr., foram adotados por um primo, Peter Lytton, mas quando este se suicidou os irmãos foram separados. James foi aprender carpintaria enquanto Alexander foi adotado por um mercador de Nevis, Thomas Stevens. O filho de Stevens, Edward Stevens tornou-se um amigo chegado de Hamilton. Alexander conseguiu um emprego como escriturário numa empresa de importações e exportações local, a Beekman and Cruger, que tinha negócios em Nova Inglaterra. Hamilton ficou responsável pela empresa durante cinco meses em 1771 enquanto o dono fazia uma viagem de negócios.
Hamilton era um leitor ávido e desenvolveu um interesse pela escrita. À medida que crescia, começou a desejar uma vida fora da pequena ilha onde vivia. Em 30 de agosto de 1772, um ensaio que tinha escrito sobre um furacão que devastou Christiansted foi publicado na Royal Danish-American Gazette. Sobre este relato detalhado do desastre, o seu biógrafo escreveu: "A famosa carta de Hamilton sobre a tempestade deixa os seus leitores estupefactos por dois motivos: parece prodigioso que os seus excessos bombásticos tenham sido escritos por um escriturário de 17 anos que foi educado sozinho e que o tenha feito com tanta eloquência e gosto. Claramente, Hamilton tinha um nível cultural bastante elevado e já possuía uma base considerável de riqueza verbal". O ensaio impressionou os líderes da comunidade que fizeram uma angariação de fundos para enviar o jovem Hamilton para as colónias da América do Norte para prosseguir a sua educação.

## Educação

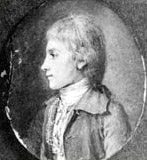
Alexander Hamilton na juventude

No outono de 1772, Hamilton começou a ter aulas na Elizabethtown Academy, uma escola básica em Elizabethtown, Nova Jérsia. Em 1773, estudou com Francis Barter na mesma escola para se preparar para a universidade. Hamilton foi influenciado por William Livingston, um intelectual e revolucionário com quem viveu durante algum tempo no Liberty Hall. Hamilton entrou na King's College de Nova Iorque (atualmente a Universidade Columbia) no outono de 1773 como "estudante privado" e só se matriculou oficialmente em maio de 1774. Enquanto estudante, Hamilton, Robert Troup e outros quatro amigos formaram uma sociedade literária sem nome que é considerada a precursora da Philolexian Society.
Quando o clérigo da Igreja Anglicana Samuel Seabury publicou uma série de panfletos que promoviam a causa Lealista em 1774, Hamilton publicou duas respostas aos mesmos de forma anónima: A Full Vindication of the Measures of Congress e The Farmer Refuted. Seabury tentou criar um clima de medo nas colónias e o seu objetivo principal era travar uma potencial união das mesmas. Hamilton publicou mais dois ensaios que atacavam o Quebec Act e pode também ter sido o autor de cinco ensaios anónimos do "The Monitor" para o New York Journal. Apesar de Hamilton apoiar uma Revolução, não era a favor de ataques violentos contra os Lealistas. Em 10 de maio de 1775, Hamilton conquistou pontos extra na universidade por salvar o presidente da sua faculdade, Myles Cooper, um Lealista, de uma multidão enfurecida ao falar à multidão durante tempo suficiente para permitir que Cooper fugisse.

## Durante a Guerra da Independência

### Primeiros anos no exército
Em 1775, após o primeiro confronto entre tropas americanas e britânicas em Lexington e Concord, Hamilton e outros estudantes da King's College juntaram-se a uma milícia voluntária em Nova Iorque chamada Corsicans e, mais tarde, Hearts of Oak. Ele treinava com a milícia antes das aulas num cemitério perto da St. George's Chapel. Hamilton estudou História e estratégias militares e não demorou muito a ser promovido. Liderou um ataque bem-sucedido contra o navio HMS Asia em Battery e a captura do mesmo levou a que a Hearts of Oak se tornasse numa companhia de artilharia. Através da sua rede conhecimentos que incluía patriotas influentes de Nova Iorque, como Alexander McDougall e John Jay, Hamilton criou a New York Provincial Company of Artillery com 60 homens em 1776 e foi eleito capitão. Participou na Campanha de Nova Iorque e Nova Jérsia de 1776, nomeadamente na Batalha de White Plains e na Batalha de Trenton.

### Companhia de George Washington

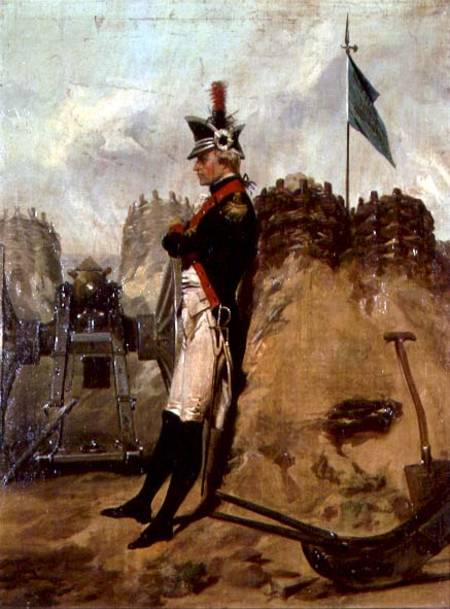
Alexander Hamilton vestido com o uniforme da Artilharia de Nova Iorque por Alonzo Chapel (1828-1887)

Hamilton foi convidado a tornar-se ajudante de ordens de William Alexander, Lord Stirling e de um outro general que se pensa ser Nathanael Greene ou Alexander McDougall. Ele recusou todos estes convites uma vez que acreditava que a melhor forma de melhorar a sua posição na vida era através de triunfos em nome próprio no campo de batalha. No entanto, Hamilton acabou por receber um convite que não pôde recusar: servir como ajudante de ordens de George Washington no papel de tenente-coronel. Segundo Washington: "Os ajudantes de ordens são pessoas em quem devemos depositar toda a nossa confiança e para esse papel são necessários homens habilidosos que executem deveres de propriedade e expedição". Hamilton serviu como líder dos ajudantes de ordens de Washington durante quatro anos. Ele era responsável pelas cartas para o Congresso, para governadores estatais e para os generais mais poderosos do Exército Continental. Além disso, escreveu muitas das ordens e cartas de Washington sob a sua direção. Os deveres de Hamilton incluíam ações diplomáticas, de informação e de negociação com oficiais de alta patente do exército na qualidade de emissário de George Washington.
Durante a guerra, Hamilton tornou-se amigo chegado de vários oficiais. As suas cartas para o Marquês de La Fayette e para John Laurens, que recorriam às convenções literárias sentimentais do final do século XVIII e faziam alusões à mitologia e História da Grécia, foram interpretadas por Jonathan Katz como reveladoras de potenciais relações homossociais ou até homossexuais entre estes homens, mas poucos historiadores concordam com essa afirmação.
Enquanto fez parte da companhia de George Washington, Hamilton tentou por várias vezes regressar ao comando e ao combate ativo. À medida que a guerra se aproximava do fim, ele sabia que as suas oportunidades para conseguir grandes conquistas militares estavam a diminuir. Em fevereiro de 1781, Hamilton foi repreendido por Washington e fez proveito desse episódio para se demitir da sua posição. Este pediu a Washington e a outros oficiais uma posição de comando no campo de batalha, algo que se prolongou até ao início de julho de 1781 quando enviou uma carta a Washington com a sua comissão anexada: "ameaçando, assim, demitir-se caso não receba a sua posição de comando desejada".
Em 31 de julho de 1781, Washington cedeu e nomeou Hamilton comandante de um batalhão de infantaria ligeira de Nova Iorque. Durante o planeamento do ataque a Yorktown, Hamilton foi nomeado comandante de três batalhões que teriam de combater em conjunto com as tropas aliadas francesas na conquista de dois redutos das fortificações britânicas em Yorktown. Hamilton e os seus batalhões combateram com bravura e conquistaram um dos redutos com baionetas durante a noite, tal como planeado. Os francesas também lutaram com bravura e sofreram grandes perdas antes de conseguirem conquistar o segundo reduto. Estas ações levaram uma parte do exército britânico a render-se e levou ao fim efetivo das operações militares britânicas na América do Norte.

### Congresso da Confederação
Após a Batalha de Yorktown, Hamilton renunciou à sua comissão. Em julho de 1782 foi nomeado para o Congresso da Confederação como representante de Nova Iorque para o mandato com início em novembro de 1782. Antes da sua nomeação para o Congresso, Hamilton já criticava publicamente a instituição. Ele expressou estas críticas na sua carta a James Duane em setembro de 1780. Nela escrevia: "O defeito fundamental é a ânsia por poder no Congresso... a própria confederação é defeituosa e necessita de ser alterada: não serve para o tempo de guerra, nem para o tempo de paz". Enquanto fez parte da companhia de George Washington, Hamilton não gostou da natureza descentralizada do Congresso Continental durante a guerra, principalmente por este depender do financiamento voluntário dos Estados. De acordo com os Artigos da Confederação, o Congresso não podia cobrar impostos ou exigir dinheiro aos Estados. A falta de uma fonte estável de financiamento tinha dificultado a obtenção das provisões necessárias por parte do Exército Continental para pagar aos seus soldados. Durante a guerra, e algum tempo depois de esta terminar, o Congresso obtinha o seu financiamento através do rei de França, do auxílio financeiro pedido aos vários Estados (que muitas vezes não podiam ou não queriam contribuir) e de empréstimos europeus.
Em fevereiro de 1781, Thomas Burke tinha proposto uma emenda aos Artigos que dava autoridade ao Congresso para cobrar um imposto de 5% sobre todas as importações, porém, todos os Estados tinham de ratificar esta proposta para que ela se tornasse lei. Tal não se verificou uma vez que Rhode Island a rejeitou em novembro de 1782. Madison uniu-se a Hamilton numa tentativa de persuadir o Congresso a enviar uma delegação e Rhode Island com o objetivo de convencer o Estado mudar a sua posição. O seu relatório recomendava que a delegação argumentasse que o governo federal não necessitava apenas de alguma autonomia financeira, mas também de capacidade para criar leis que se sobrepusessem às leis de cada Estado. Hamilton enviou uma carta que defendia que o Congresso já tinha autoridade para cobrar impostos, uma vez que podia cobrir os montantes em dívida de vários Estados, porém quando o Estado da Virginia voltou atrás na sua ratificação, as negociações com Rhode Island foram suspensas.

### O Congresso e o exército
Enquanto Hamilton cumpria o seu mandato no Congresso, alguns soldados insatisfeitos começaram a representar um perigo para os recém-formados Estados Unidos. Na altura, a maioria do exército estava estacionada em Newburgh, Nova Iorque. Os membros do exército estavam a pagar a maioria das despesas do seu próprio bolso e já não eram pagos há oito meses. Além disso, os oficiais do Exército Continental tinham prometido aos soldados, em maio de 1778, depois dos acontecimentos de Valley Forge (onde 2500 soldados americanos morreram de fome e doença) uma pensão no valor da metade do seu ordenado depois de serem dispensados do exército. No entanto, no início da década de 1780, a estrutura de Governo definida pelos Artigos da Confederação não tinha autoridade para cobrar impostos nem, consequentemente, para pagar aos seus soldados. Em 1782, após vários meses sem receberem salários, um grupo de oficiais do exército organizou-se para enviar uma delegação, liderada pelo Capitão Alexander MacDougall, ao Congresso para fazer um apelo. Os oficiais tinham três exigências: o pagamento de salários ao exército, o pagamento de pensões e a conversão dessas pensões num montante fixo caso o Congresso não tivesse meios para pagar pensões no valor de metade do salário dos soldados para o resto das suas vidas. O Congresso rejeitou estas exigências.
Vários membros do Congresso, incluindo Hamilton, Robert Morris e Gouverneur Morris tentaram usar este clima de tensão para influenciar o apoio dos Estados e do Congresso ao financiamento do Governo nacional. Estes encorajaram MacDougall a continuar a sua abordagem agressiva e ameaças caso as suas exigências não fossem cumpridas. Chegaram até a rejeitar propostas que poderiam ter resolvido esta crise por estas não estabelecerem um sistema de impostos federal, propostas que incluíam os Estados assumirem a dívida do exército ou a criação de imposto com o único propósito de resolver essa dívida.
Em 15 de março, Washington neutralizou a situação de Newburgh ao dar um discurso aos oficiais. O Congresso ordenou que o Exército debandasse em abril de 1783. Nesse mesmo mês, o Congresso aprovou uma nova medida para um imposto de 25 anos (Hamilton votou contra) que, mais uma vez, necessitava do consentimento de todos os Estados. Aprovou ainda uma mudança nas pensões aos soldados para cinco anos de salário integral. Mais uma vez, o Estado de Rhode Island opôs-se a estas medidas e as afirmações robustas sobre o privilégio nacional foram vistas como excessivas.
Em junho de 1783, outro grupo de soldados distintos de Lancaster, Pensilvânia enviou uma petição ao Congresso onde exigia a restituição do seu pagamento. Quando iniciaram uma marcha com destino a Filadélfia, o Congresso encarregou Hamilton e outros dois membros a abordar a multidão enfurecida. Hamilton pediu uma milícia à Assembleia Executiva Superior da Pensilvânia, mas o seu pedido foi recusado. Hamilton deu instruções ao Vice-secretário da Guerra, William Jackson para travar os homens. Jackson não conseguiu. A multidão chegou a Filadélfia e os soldados dirigiram-se ao Congresso para negociar os seus salários. O Presidente do Congresso, John Dickinson, temia que a milícia da Pensilvânia não fosse de confiança e se recusou a sua ajuda. Hamilton defendeu que o Congresso se devia mudar para Princeton, Nova Jérsia, o que se veio a verificar.
Insatisfeito com a fraqueza do governo central, Hamilton esboçou um apelo à revisão dos Artigos da Confederação em Princeton. Esta resolução continha muitas das características da futura Constituição dos Estados Unidos, incluindo um governo federal forte com autoridade para cobrar impostos e reunir um exército. Incluía ainda a separação de poderes em três ramos: Executivo, Legislativo e Judicial.

### Regresso a Nova Iorque
Hamilton demitiu-se do Congresso e, em julho de 1783, recebeu autorização para exercer advocacia em Nova Iorque depois de vários meses a estudar sozinho. Ele foi advogado na cidade de Nova Iorque em associação com Richard Harrison e especializou-se na defesa de Tories e súbditos britânicos. Exemplo disso é o caso Ruthers v. Waddington onde conseguiu travar um pedido de compensação por danos causados pelos ingleses a uma fábrica de cerveja durante a ocupação militar de Nova Iorque.
Em 1784, fundou o Banco de Nova Iorque, que se tornou num dos bancos mais duradouros da História dos Estados Unidos mantendo-se ativo durante mais de 220 anos até se unir a outro banco em 2007. Hamilton foi um dos restauradores da King's College (que se passou a chamar Columbia College) que estava fechada desde 1776 e tinha sofrido danos graves durante a guerra. Insatisfeito há muito com os Artigos da Confederação, Hamilton foi um dos líderes mais importantes da Convenção de Annapolis em 1786. Ele elaborou uma resolução para uma convenção constitucional e, assim, aproximou o seu sonho de um governo federal com mais poderes e financeiramente independente da realidade.

## A Constituição eO Federalista

### Convenção e ratificação da Constituição

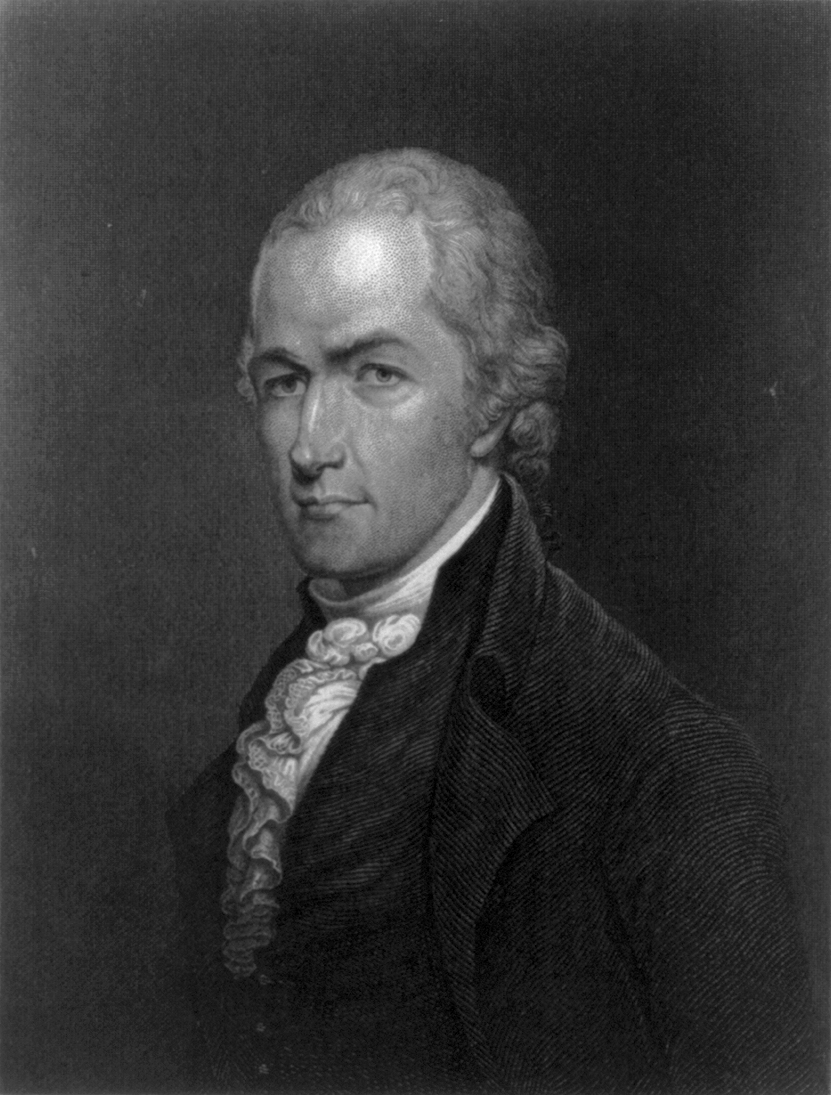
Hamilton pouco depois da Revolução Americana.

Em 1787, Hamilton foi nomeado deputado da Comarca de Nova Iorque e escolhido como delegado na Convenção da Constituição pelo seu sogro, Philip Schuyler. Embora Hamilton já se tivesse destacado como uma das principais vozes a pedir uma nova Convenção da Constituição, a sua influência na mesma foi bastante limitada. A facção do Governador George Clinton da comarca de Nova Iorque tinha escolhido outros dois delegados: John Lansing Jr. e Robert Yates e ambos se opunham ao objetivo de Hamilton de criar um governo nacional forte. Assim, sempre que os outros dois membros da delegação de Nova Iorque estavam presentes, decidiam o voto de Nova Iorque, ou seja, garantir que não havia grandes alterações nos Artigos da Confederação.
No início da Convenção, Hamilton fez um discurso onde propunha um "Presidente para a vida", o que não chegou a ser considerado nas deliberações da convenção. Propôs a eleição de um Presidente e de senadores que cumprissem mandatos vitalícios, dependendo do seu comportamento e sujeitos a expulsão caso cometessem corrupção ou abuso de poder. Esta ideia fez com que Hamilton fosse visto de forma hostil como uma simpatizante da monarquia, incluindo por James Madison. Segundo os apontamentos de Madison, Hamilton afirmou em relação ao poder executivo: "O modelo inglês era o único bom neste aspecto. O interesse hereditário do rei estava de tal forma ligado ao interesse da nação e os seus emolumentos pessoais eram tão significativos que ele estava numa posição que o poupava do risco de ser corrompido por nações estrangeiras... Que se nomeie um executivo para toda a sua vida que tenha a coragem de cumprir os seus deveres". Hamilton afirmou ainda: "E permitam-me fazer esta observação. Um executivo é menos perigoso para as liberdades do povo quando cumpre um mandato vitalício do que durante sete anos. Pode dizer-se que tal constitui uma monarquia eleitoral... Porém, ao sujeitar o executivo à destituição, não se pode aplicar o termo 'monarquia'..." Durante a convenção, Hamilton elaborou um esboço de uma Constituição com base nos debates que aí tiveram lugar, mas não chegou a apresentá-la. Este esboço continha a maioria das características da futura Constituição dos Estados Unidos. Este esboço defendia que o Senado deveria ser eleito de acordo com a proporção da população e ter dois quintos dos membros da Câmara dos Representantes; o Presidente e os Senadores deveriam ser eleitos através de eleições complexas e com várias fases nas quais eleitores selecionados escolheriam grupos menores de eleitores e estes teriam mandatos vitalícios, mas poderiam ser destituídos do cargo por mau comportamento. O Presidente não teria o poder de vetar projetos de lei, o Supremo Tribunal teria competência imediata sobre todos os processos que envolvessem os Estados Unidos e os governadores seriam escolhidos pelo governo federal.
No final da convenção, Hamilton continuava insatisfeito com o documento final da Constituição, mas assinou-a de qualquer forma uma vez que considerava que era bastante melhor do que os Artigos da Convenção e incentivou os delegados a fazerem o mesmo. Uma vez que os outros dois delegados de Nova Iorque já se tinham retirado, Hamilton foi o único nova-iorquino a assinar a Constituição dos Estados Unidos. De seguida, participou ativamente na campanha para a ratificação do documento em Nova Iorque em 1788 e que representou um passo crucial na sua ratificação a nível nacional.
Em 1788, Hamilton iniciou mais um mandato naquela que veio a ser a última sessão do Congresso Continental sob os Artigos da Confederação. Quando o mandato de Philip Schuyler terminou em 1791, este foi substituído pelo procurador-geral de Nova Iorque, Aaron Burr. Hamilton culpou Burr por este resultado e, a partir daí, começou a criticá-lo na sua correspondência. Os dois homens chegaram a trabalhar juntos em alguns projetos, incluindo no exército de Hamilton de 1798 e na Manhattan Water Company.

### O Federalista

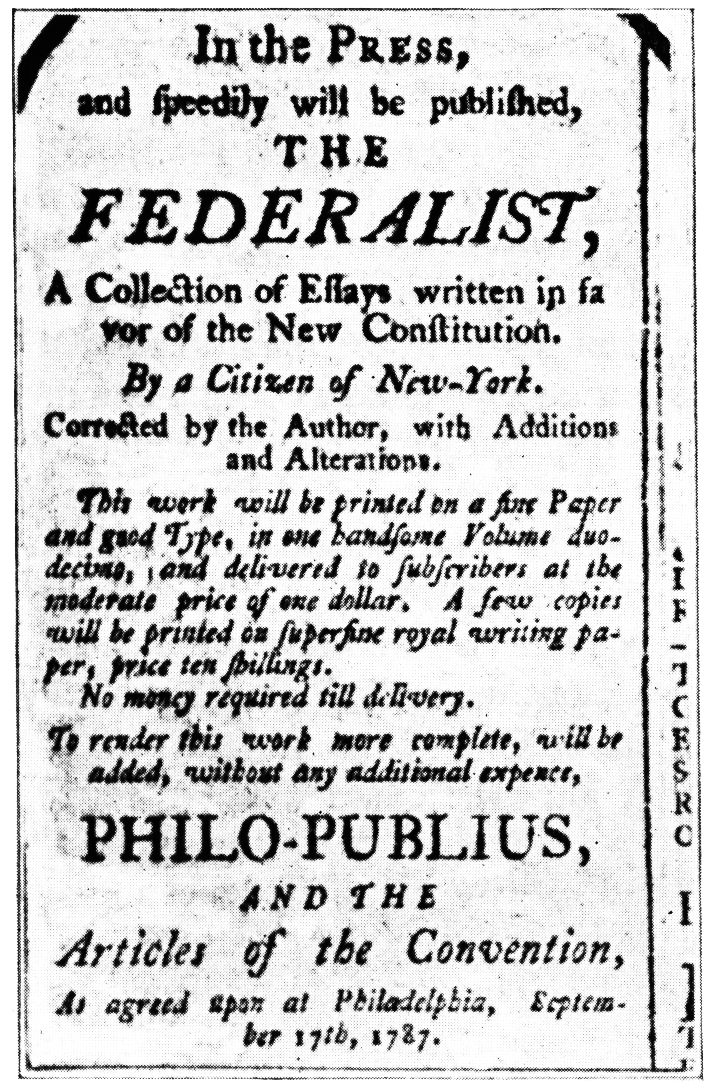
Anúncio de O Federalista.

Hamilton recrutou John Jay e James Madison para escrever uma série de ensaios que defendiam a Constituição proposta, agora conhecidos como O Federalista, e foi o que mais contribuiu para este projeto ao escrever 51 dos 85 ensaios publicados (Madison escreveu 29 e Jay apenas cinco). Hamilton supervisou todo o projeto, recrutou os participantes, escreveu a maioria dos ensaios e acompanhou a publicação. Durante o projeto, cada indivíduo era responsável pelas suas áreas de especialização: Jay era responsável pelas relações internacionais, Madison pela História das repúblicas e das confederações, assim como pela anatomia do novo governo, e Hamilton pelos ramos do governo que lhe eram mais pertinentes: os ramos judicial e executivo. Este cobriu ainda alguns aspectos do Senado, assim como assuntos militares e impostos. Os ensaios foram publicados pela primeira vez no The Independent Journal em 27 de outubro de 1787.
Hamilton escreveu o primeiro ensaio e assinou-o sob o pseudônimo Publius, fazendo o mesmo com os restantes ensaios. Jay escreveu os quatro ensaios seguintes onde falava sobre os pontos fracos da confederação, a necessidade de união contra os ataques estrangeiros e a divisão em confederações rivais. Ele não contribuiu mais para O Federalista até ao ensaio Número 64. Os pontos altos das contribuições de Hamilton incluem o argumento de que, apesar de as repúblicas terem causado desordem no passado, os avanços na "ciência da política" tinham fomentado princípios que garantiam que esses abusos podiam ser evitados. Alguns exemplos desses princípios incluem a divisão de poderes, revisões às leis, um poder judicial independente e legisladores representados por eleitores (Números 7-9). Hamilton também escreveu uma extensa defesa da constituição (Números 23-26) e falou do Senado e dos ramos executivo e judicial nos números 65-85. Hamilton e Madison trabalharam juntos na descrição do estado anárquico da confederação nos Números 15-22. Ao contrário do que viria a acontecer mais tarde nas suas vidas, Hamilton e Madison partilhavam ideias semelhantes.

## Secretário do Tesouro: 1789–1795

### Relatórios financeiros

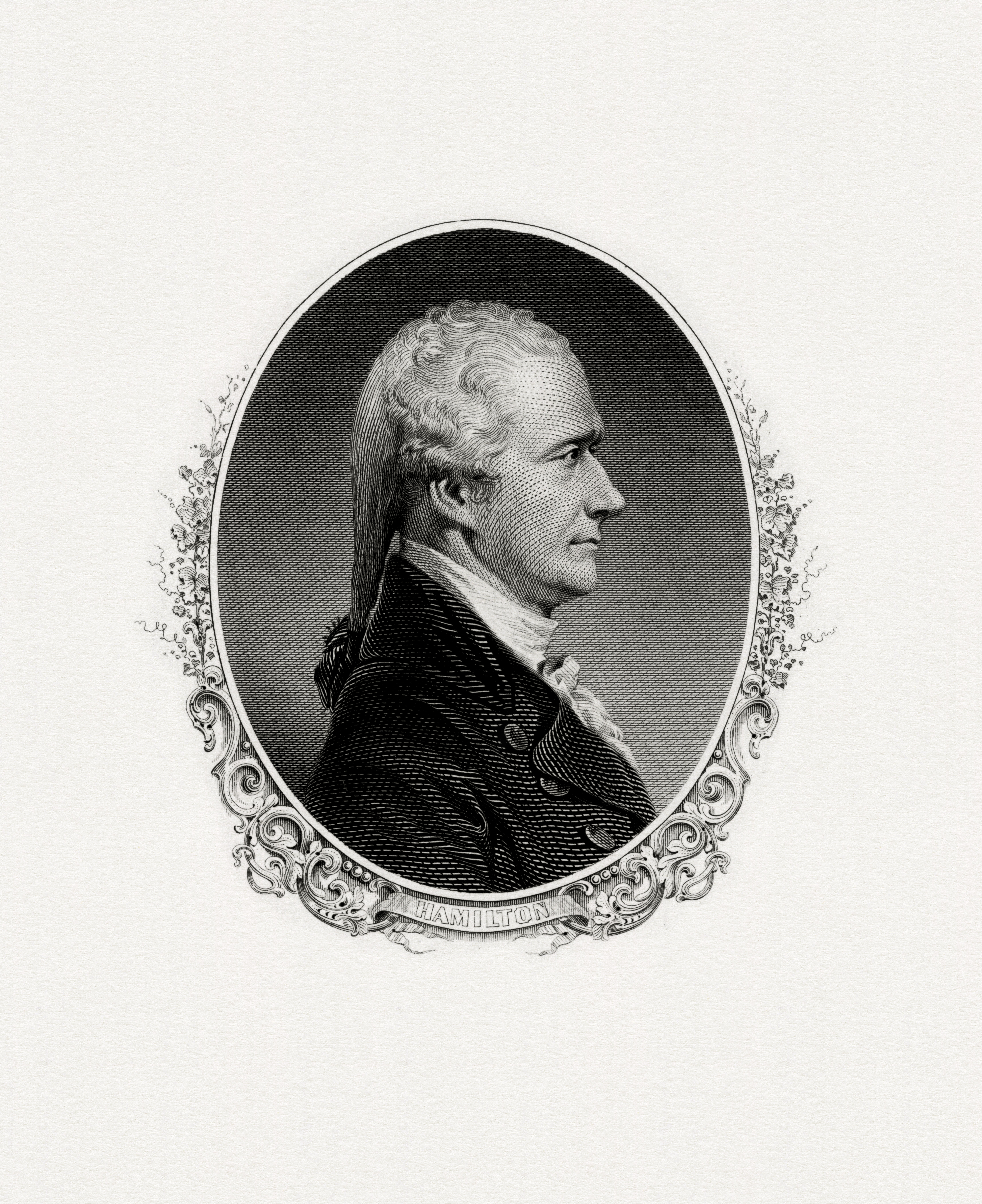
Retrato de Hamilton enquanto Secretário do Tesouro.

George Washington nomeou Hamilton como o primeiro Secretário do Tesouro. Hamilton serviu no Departamento do Tesouro dos Estados Unidos de 11 de setembro de 1789 até 31 de janeiro de 1795. A maioria da estrutura do governo dos Estados Unidos foi estabelecida nos primeiros cinco anos do mandato de Hamilton, incluindo a estrutura e funções do Departamento do Tesouro. O biógrafo Forrest McDonald defende que Hamilton considerava o seu cargo similar ao de First Lord of the Treasury da Grã-Bretanha, ou seja, o equivalente de um Primeiro-Ministro. Hamilton seria responsável por supervisionar os seus colegas sob o reinado eleitoral de George Washington. Washington chegou a pedir conselhos e a colaboração de Hamilton em assuntos não relacionados com o Departamento do Tesouro.
No período de dois anos, Hamilton submeteu ao Congresso cinco relatórios que importaram em uma revolução financeira na economia norte-americana:
- Primeiro Relatório sobre o Crédito Público: comunicado à Câmara dos Representantes, em 14 de janeiro de 1790.
- Operações da Lei que impõe Direitos sobre a Importação: comunicado à Câmara dos Representantes, em 23 de abril de 1790.
- Segundo Relatório sobre o Crédito Público: Relatório sobre um banco nacional. Comunicado à Câmara dos Representantes, em 14 de dezembro de 1790.
- Relatório sobre o Estabelecimento de uma Casa da Moeda: comunicado à Câmara dos Representantes, em 28 de janeiro de 1791.
- Relatório sobre Manufaturas: comunicado à Câmara dos Representantes, em 5 de dezembro de 1791.

No Relatório sobre o Crédito Público, o Secretário fez a controversa proposta de o governo federal assumir os débitos em que incorreram os estados durante a Revolução. Isto foi uma ousada manobra para dar poderes ao governo federal sobre os governos estaduais, e motivou severas críticas por parte do Secretário de Estado, Thomas Jefferson, e do representante James Madison. As divergências entre Jefferson e Hamilton estenderam-se a outras propostas que Hamilton encaminhou ao Congresso, e elas tornaram-se especialmente fortes, com os seguidores de Hamilton sendo conhecidos como federalistas, e os de Jefferson como republicanos. Estes foram os primeiros partidos políticos na história dos Estados Unidos.
O próximo notável relatório de Hamilton foi seu "Relatório sobre Manufaturas." O Congresso arquivou o relatório sem muito debate, exceto pela objeção de Madison contra a formulação de Hamilton da cláusula constitucional do bem-estar geral, que Hamilton interpretou extensivamente. Todavia, o Relatório sobre Manufaturas é um documento clássico anunciando o futuro industrial dos Estados Unidos que logo seria alcançado. Nisto Hamilton opunha-se à visão de uma nação americana agrária de fazendeiros de Jefferson e propunha uma clara visão de uma dinâmica economia industrial, subserviente aos interesses manufatureiros.
Hamilton ajudou a fundar a Casa da Moeda dos Estados Unidos, o First Bank of the United States, a Guarda Costeira e um elaborado sistema de tributos, tarifas e impostos. O programa hamiltoniano, uma vez completo, substituiu o caótico sistema financeiro da era da Confederação, em cinco anos, com um moderno aparato para dar estabilidade financeira ao novo governo e aos credores a confiança necessária para investir nos títulos da dívida federal.
Como principais fontes de receita, o sistema de Hamilton impôs um imposto de consumo sobre o uísque. Forte oposição ao imposto do uísque irrompeu na Rebelião do Uísque em 1794; na Pensilvânia ocidental e na Virgínia Ocidental, o uísque era habitualmente fabricado e usado (muitas vezes em lugar do dinheiro) pela maior parte da comunidade. Em resposta à rebelião — sobre o fundamento de que a obediência às leis era vital ao estabelecimento da autoridade federal — ele acompanhou o presidente Washington, o general Henry Lee e mais tropas federais ao lugar da rebelião. Essa irresistível demonstração de força intimidou os líderes da insurreição, encerrando a rebelião praticamente sem derramamento de sangue.

### Surgimento de partidos
Enquanto Hamilton ainda era Secretário do Tesouro, começaram a surgir facções políticas. Um conselho do Congresso, liderado por James Madison e William Branch Giles começou como um grupo que se opunha aos programas financeiros de Hamilton e Thomas Jefferson juntou-se ao mesmo quando regressou da França. Hamilton e os seus aliados começaram a apelidar-se de Federalistas, enquanto que o grupo rival, atualmente denominado de Partido Democrata-Republicano por historiadores políticos, era conhecido como Republicanos na altura.
Hamilton formou uma aliança a nível nacional para conseguir apoio para o governo, incluindo para os seus programas financeiros e para a política de neutralidade do Presidente em relação às guerras revolucionárias francesas que se travavam na Europa na altura. A campanha de relações públicas de Hamilton atacava o ministro francês Edmond-Charles Genêt (que se apelidava a si próprio de "Cidadão Genêt") que tentou fazer apelos diretos aos eleitores, algo que os Federalistas consideravam um ato de interferência estrangeira em assuntos americanos. Para ter sucesso, a república administrativa de Hamilton precisava que os americanos se considerassem cidadãos nacionais e tivessem uma administração firme que pusesse em prática os conceitos da Constituição.
O Partido Democrata-Republicano opunha-se à criação e bancos e apoiava a França nas guerras revolucionárias. Este criou a sua própria aliança nacional para se opor aos Federalistas. Ambos os lados conseguiram o apoio de fações políticas a nível regional e criaram jornais partidários. Noah Webster, John Fenno e William Cobbett foram editores entusiastas dos Federalistas, enquanto Benjamin Franklin Bache e Philip Freneau editavam os jornais Republicanos. Todos os jornais se caracterizavam por ataques pessoais ferozes, grandes exageros e falsas acusações. Em 1801, Hamilton criou um jornal diário, o New York Evening Post e fez William Coleman o seu editor. Este jornal ainda se encontra em circulação atualmente sob o nome de New York Post.

### Industrialista
Hamilton estava entre os primeiros a predizer um futuro industrial para os Estados Unidos. Em 1778, ele visitou as Grandes Cataratas do Rio Passaic no norte de Nova Jersey e viu que as cataratas podiam um dia ser aproveitadas para prover energia para um centro industrial no estado. Enquanto ainda secretário do Tesouro, em 1791, ajudou a fundar a Sociedade para o Estabelecimento de Manufaturas Úteis, uma empresa privada que usaria a força das cataratas para operar fábricas. Ainda que a companhia não tenha sido bem-sucedida em seu propósito original, ela arrendou a terra em torno das cataratas para outras aventuras fabris e continuou a operar por mais de dois séculos e meio.

### Demissão
Alexander Hamilton demitiu-se do cargo de Secretário do Tesouro em 1795 devido a problemas financeiros pessoais (o departamento só podia dispensar-lhe 3500 dólares de salário por ano) e juntou-se à Ordem dos Advogados de Nova Iorque.

## Últimos anos
Apesar de se ter demitido do seu cargo, Hamilton continuou a participar ativamente na vida política e manteve o seu papel de conselheiro e a amizade com George Washington. Hamilton teve um papel importante nas eleições presidenciais de 1796 e engendrou um plano para evitar que John Adams, que considerava ser demasiado instável para se tornar Presidente, fosse eleito. No entanto, o seu plano foi descoberto e John Adams acabou por vencer as eleições e o candidato preferido de Hamilton, Thomas Pinckney, ficou em terceiro lugar.
Em 1798 e 99, Hamilton apelou a uma mobilização contra a França após o XYZ Affair, um incidente político e diplomático que levou à Quase-guerra. Hamilton tornou-se comandante de um novo exército que se preparou para uma guerra. No entanto, apesar de se terem registado alguns confrontos marítimos, a guerra nunca chegou a ser declarada oficialmente e o Presidente John Adams conseguiu encontrar uma solução diplomática antes que o exército pudesse entrar em ação.
Hamilton voltou a ser bastante influente nas eleições presidenciais de 1800 e a sua oposição a John Adams (o candidato do seu próprio partido) foi um dos fatores que levaram a que estas acabassem com um empate entre Thomas Jefferson e Aaron Burr. Em 1801, Hamilton ajudou a derrotar Aaron Burr, que considerava ser um homem sem princípios e um inimigo malicioso, e, apesar das suas diferenças, ajudou a eleger Thomas Jefferson.
No entanto, a atitude de Hamilton durante estas eleições e principalmente um panfleto que escreveu intitulado Letter from Alexander Hamilton, Concerning the Public Conduct and Character of John Adams, Esq. President of the United States, fez com que criasse divisões no seu próprio partido e perdesse a sua influência.

## Duelo com Aaron Burr e morte

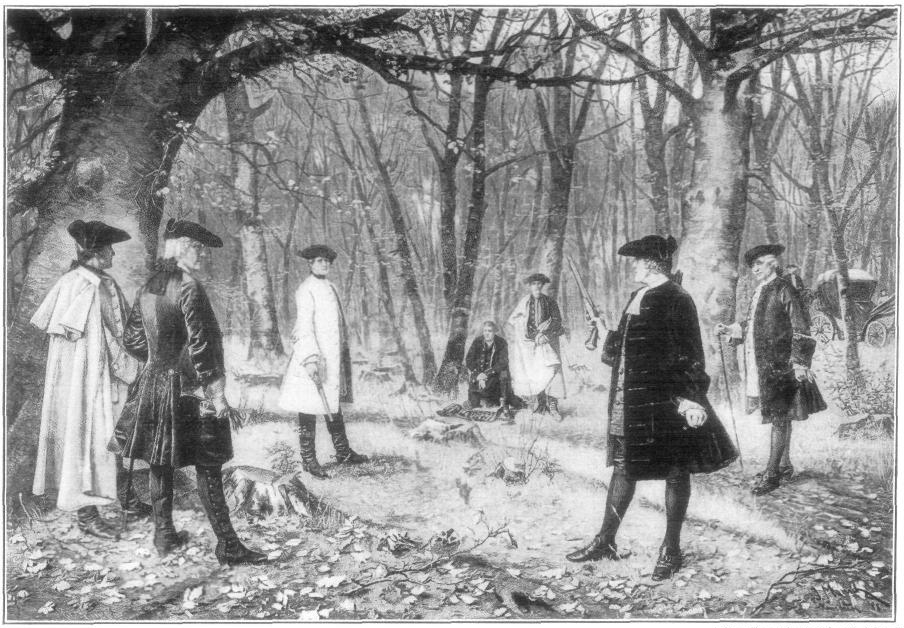
Hamilton em seu duelo contra Aaron Burr.

Alexander Hamilton e Aaron Burr tiveram uma rivalidade que durou anos e que tinha começado em 1791 quando Burr derrotou o sogro de Hamilton, Philip Schuyler, nas eleições para o Congresso. Nos anos seguintes, Hamilton fez várias acusações públicas contra Burr, principalmente durante as eleições presidenciais de 1800. Nessa altura, acusou-se de ser um "devasso e um sibarita" e que este tinha servido os interesses da Holland Land Company de forma corrupta enquanto cumpria o seu mandato no Congresso. Numa carta ao seu amigo James McHenry disse mesmo: "Nada me dá tanto desgosto como a informação de que o partido Federalista está realmente a considerar apoiar o Sr. Burr na campanha presidencial. Penso que a execução deste plano prejudicaria o país e seria a sua pena de morte". Hamilton acabou por influenciar o resultado das eleições para garantir que Aaron Burr não se tornava Presidente, chegando mesmo a apoiar Thomas Jefferson com quem discordava na maioria dos assuntos.
No entanto, as tensões entre os dois políticos atingiram o seu auge em 1804. Quando se tornou evidente que Thomas Jefferson não escolheria Burr para seu vice-presidente nas eleições presidenciais desse ano, Burr decidiu candidatar-se ao cargo de governador de Nova Iorque. Porém, foi derrotado por Morgan Lewis que contou com uma ajuda preciosa de Hamilton.
Pouco depois da derrota de Burr, o jornal Albany Register publicou cartas de Charles D. Cooper onde este falava da oposição de Hamilton a Burr e alegava que Hamilton tinha expressado uma "opinião ainda mais desprezível" relativamente ao vice-presidente num jantar em Nova Iorque. Ao sentir que a sua honra estava a ser posta em causa e ainda a recuperar da sua derrota, Burr exigiu uma carta de desculpas a Hamilton. Hamilton respondeu com uma carta onde se recusava a pedir desculpa porque não se recordava da situação onde alegadamente tinha insultado Burr. Mais tarde, Hamilton foi acusado de cobardia por desmentir as cartas de Cooper. Após várias tentativas frustradas de reconciliação, o duelo foi aceito, através de amigos comuns em 27 de junho de 1804.

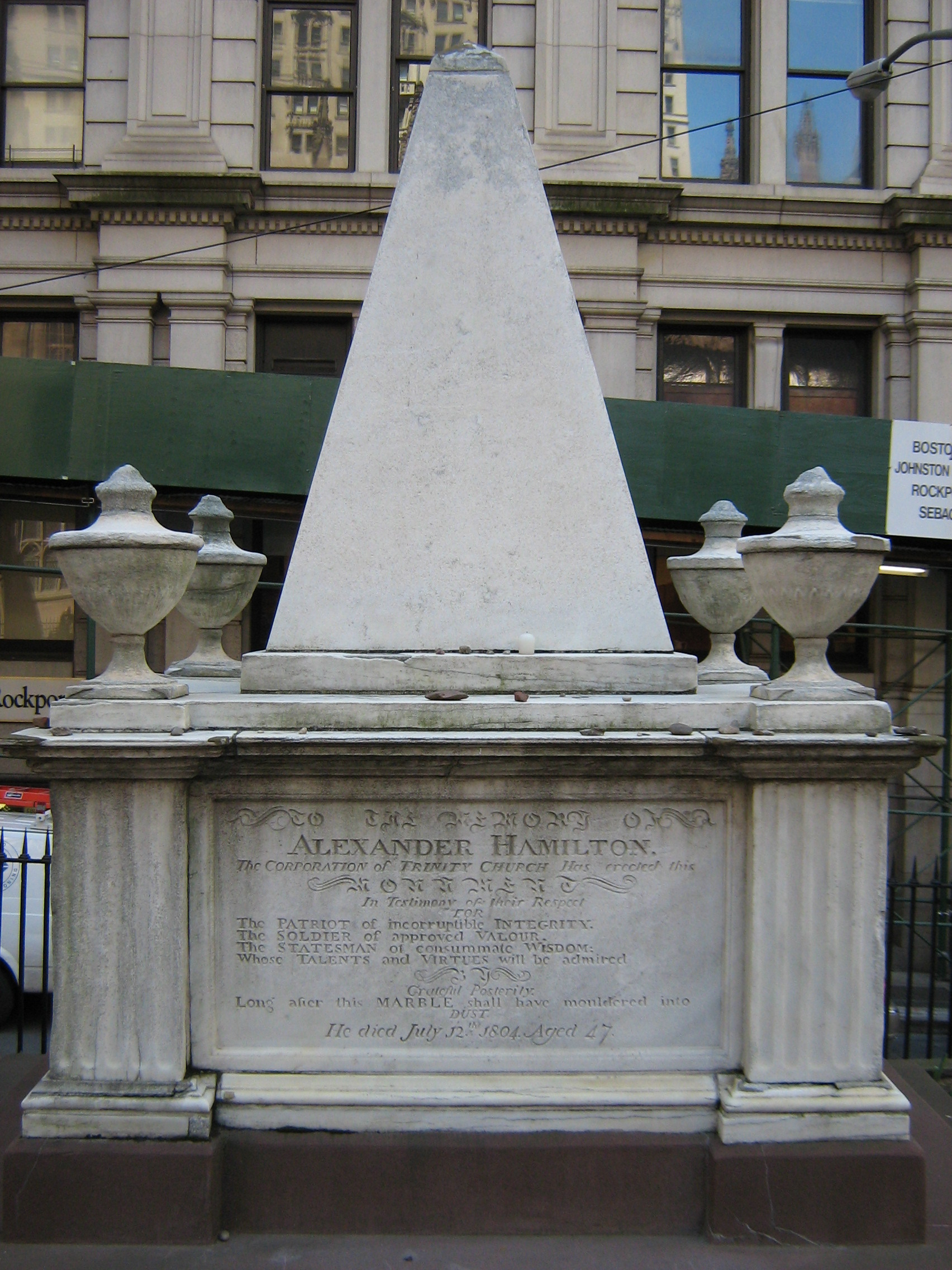
Campa de Alexander Hamilton no Trinity Churchyard Cemetery em Manhattan, Nova Iorque.

O duelo teve início em 11 de julho de 1804 em Weehawken, Nova Jérsia na margem oeste do Rio Hudson. Depois de os padrinhos terem medido os passos, de acordo com os testemunhos de William P. Van Ness e de Aaron Burr, Hamilton levantou a sua pistola "como se estivesse a examinar a luz" e teve de colocar os seus óculos para evitar que esta lhe tapasse a visão. O vice-presidente Burr alvejou Hamilton, provocando-lhe ferimentos fatais. O disparo de Hamilton quebrou o ramo de uma árvore por cima da cabeça de Burr. Nenhum dos padrinhos conseguiu determinar qual dos homens disparou primeiro.
O disparo de Burr atingiu Hamilton na segunda ou terceira costela falsa, o que provocou a sua fratura e danos graves nos seus órgãos internos, particularmente no fígado e no diafragma. A bala alojou-se na sua primeira ou segunda vértebra lombar.
Hamilton ficou paralisado e sabia que tinha um ferimento fatal quando foi transportado de balsa para a casa do seu amigo William Bayard Jr. em Greenwich Village. Depois de receber a visita da sua família e amigos e de sofrer bastante, Hamilton morreu na tarde seguinte, em 12 de julho de 1804. Gouverneur Morris fez o elogio fúnebre de Hamilton e criou um fundo de forma secreta para apoiar a sua viúva e filhos. Hamilton foi enterrado no Trinity Churchyard Cemetery em Manhattan.
O duelo entre Hamilton, membro do Partido Federalista e Burr, membro do Partido Democrata-Republicano, marcou o início do declínio do mesmo. Aaron Burr foi julgado por homicídio em Nova Iorque e Nova Jérsia, mas foi ilibado de todas as acusações.

## Vida pessoal

### Família

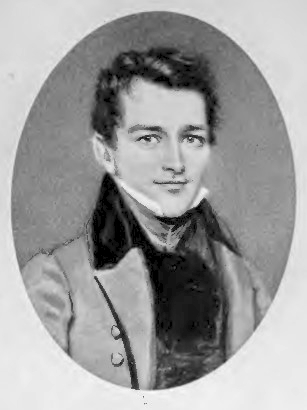
Philip Hamilton, o filho mais velho de Alexander Hamilton, morto num duelo aos 19 anos.

Enquanto Hamilton estava destacado em Morristown, Nova Jérsia, no inverno de 1779 e 1780, conheceu Elizabeth Schuyler, filha de Philip Schuyler e de Catherine Van Rensselaer. Os dois casaram-se em 14 de dezembro de 1780 na Schuyler Mansion em Albany, Nova Iorque. Alexander e Elizabeth tiveram oito filhos: Philip (1782-1801), Angelica (1784-1856), Alexander (1786-1875), James Alexander (1788-1878), John Church (1792-1882), William Stephen (1797-1850), Eliza (1799-1859) e Philip (1802-1884). O filho mais velho de Hamilton, Philip, morreu num duelo com George Eacker, que tinha insultado em público num teatro de Manhattan. O seu filho mais novo nasceu após este episódio e recebeu o nome do irmão mais velho em sua honra.
Todos os filhos rapazes de Hamilton (com a exceção de William Stephen) estudaram Direito na Universidade Columbia, todos serviram no exército e envolveram-se de alguma forma na política.
A sua filha Angelica sofreu um esgotamento após a morte do irmão, de quem era muito chegada, e nunca recuperou, tendo sido tratada até à sua morte com 73 anos. Eliza casou-se duas vezes e cuidou da mãe nos seus últimos anos.
Hamilton tinha uma relação próxima com a irmã mais velha de Elizabeth, Angelica, que se casou com John Barker Church em segredo. Após a Guerra Revolucionária, Angelica foi viver com Church para Londres e aí tornou-se amiga de Maria Cosway e de Thomas Jefferson.

### Religião
Hamilton seguiu a religião Presbiteriana durante a infância e era bastante devoto. No entanto, durante a Guerra Revolucionária foi-se tornando cada vez menos religioso, procurando seguir mais a razão do que a fé. Nos últimos anos da sua vida parece ter recuperado a religião e chegou até a propor uma Sociedade Constitucional Cristã.

## Legado

### Na economia
Alexander Hamilton é algumas vezes considerado o patrono da escola americana de filosofia econômica que, de acordo com certos historiadores, dominou a política econômica dos Estados Unidos desde 1861. Hamilton apoiou firmemente a intervenção do governo em favor dos negócios, tal como Jean-Baptiste Colbert na França.
Hamilton opôs-se às ideias britânicas de livre-comércio, as quais ele acreditava serem inclinadas a beneficiar os poderes coloniais/imperiais, em favor do protecionismo dos Estados Unidos, que ele acreditava que iria ajudar a desenvolver a emergente economia da jovem nação. Henry C. Carey inspirou-se em seus escritos. Alguns dizem que ele influenciou as ideias e a obra do economista alemão Friedrich List.